# Navadni jadikovec
Navádni jadíkovec (tudi judeževo drevo) (znanstveno ime Cercis siliquastrum) je vrsta iz družine metuljnic; izvira iz Sredozemlja. Zraste do višine 10-15 metrov. Gojijo ga kot okrasno drevo ali grm.